# 카논 (애니메이션)
카논은(Kanon, カノン 가논[*]) 비디오 게임 카논을 원작으로 하여 만든 일본의 애니메이션이다.

## 등장 캐릭터
아이자와 유이치(일본어: 相沢 祐一)
성우(日):키사이시 아츠시(TV애니메이션(제1기)·CD드라마) / 스기타 토모카즈(TV애니메미션(제2기) / 소년시절의 유이치:야스다 미와
성우(韓):최원형(젊은 유이치役) / 문선희(어린 유이치役)
17세의 고등학생이자 본 작품의 주인공으로, 이 이름은 게임상 초기값으로 지정되어 있는 이름이다. 유저의 선택에 따라서 이름을 바꿔 플레이 할 수 있다.
츠키미야 아유(일본어: 月宮 あゆ))
성우(日):호리에 유이
성우(韓):장경희
신장 : 154cm
혈액형 : AB형
체중 : 41kg
BWH : B80 W52 H79
생일 : 1월 7일
좋아하는 음식 : 다이야키
스토리 초반, 무전취식으로 도망치는 중에 유이치와 부딪힌 키가 작고, 이상하며, 정체를 알 수 없는 여자 아이이다.
날개달린 가방, 빨간 헤어 밴드, 자신을 남자의 1인칭 호칭인 "僕(보쿠)"라고 부르는 버릇 등으로 단번에 아유임을 알아차릴 수 있다.
붕어빵을 매우 좋아하며, 왼손잡이이다.
"うぐぅ(우그으)"라는 멘트로 유명한데, 좌절, 분노, 공포 등 부정적인 감정에서 중얼거리는 말이다.
미나세 나유키(일본어: 水瀬 名雪)
성우(日):코우다 마리코
성우(韓):정미숙
신장 : 164cm
혈액형 : B형
체중 : 47kg
BWH : B83 W57 H82
생일 : 12월 23일
좋아하는 음식 : 딸기
유이치와 동갑인 여자 아이로,
스토리 처음 부분에서 유이치가 그녀의 집으로 가게 된 유이치의 이종 사촌이다.
유이치를 전부터 쭉 좋아해 왔고 그 감정을 조절할 줄 아는 듯하다. 심지어 유이치가 다른 여자 아이를 좋아해서 그것이 위협이 된다도 하더라도.
다른 사람에 비해 눈에 띌 정도로 말이 느리며, 항상 아침에 약한데, 유이치보다 일찍 일어날 때는 유이치가 매우 놀랄 정도로 드문 일이다.
사와타리 마코토(일본어: 沢渡 真琴)
성우(日):이이즈카 마유미
성우(韓):김선혜
신장 : 159cm
혈액형 : 불명
체중 : 46kg
BWH : B81 W55 H79
생일 : 1월 6일
좋아하는 음식 : 고기만두
스토리 초반에 마을 중심가에서 느닷없이 유이치를 공격한 어린 여자아이.
기억을 잃어버렸으나 그럼에도 불구하고, 유이치가 마지막으로 이 도시를 방문했을 때 유이치에게 원한을 가졌다고 믿고 있다.
장난이 심한 면이 있고 항상 유이치에게 짓궂은 장난을 한다.
봄을 좋아하며 언제나 봄이 계속되기를 바라고 있다.
카와스미 마이(일본어: 川澄 舞)
성우(日):타무라 유카리
성우(韓):송정희
신장 : 167cm
혈액형 : O형
체중 : 49kg
BWH : B89 W58 H86
생일 : 1월 29일
좋아하는 음식 : 쇠고기덮밥
유이치와 같은 학교에 다니는 3학년생.
마물과 싸우고 그것을 없애기 위해 학교가 끝난 밤까지 기다려 행동한다.
그 때문에, 항상 사고를 친다는 비난을 받지만, 부인하지 않는데, 솔직하게 말해도 학교에 마물이 있다는 것을 믿는 사람이 아무도 없을 것이기 때문이다.
주변의 다른 사람들에게 차갑게 대하지만, 실제로는 착하고 상냥한 사람이다. 누군가가 장난스러운 농담 등을 하면 머리에 가벼운 가라데 춉으로 응징한다.
미사카 시오리(일본어: 美坂 栞)
성우(日):코니시 히로코(DC판·PS2판) / 사토 아케미(TV 애니메이션·CD드라마·PSP판)
성우(韓):서지연
신장 : 157cm
혈액형 : AB형
체중 : 43kg
BWH : B79 W53 H80
생일 : 2월 1일
좋아하는 음식 : 아이스크림
태어날 때부터 병을 가진 1학년생.
몸이 매우 약해서 괴로워하며, 그 덕분에 거의 항상 학교에 결석하고 있다.
학교 교정에 거의 매일 서서, 그리워하는 누군가를 기다리고 있다.
쿠라타 사유리(일본어: 倉田 佐祐理)
성우(日):카와카미 토모코
성우(韓):유지원
신장 : 159cm
혈액형 : A형
체중 : 45kg
BWH : B84 W55 H82
생일 : 5월 5일
카와스미 마이의 친구로, 마이와 같이 주인공이 다니는 학교의 3학년생.
마이와 알게 된 것은 이 학교에 입학하고 나서이지만, 그런데도 그 정은 깊고, 확고부동하다.
마이의 친구로서 만난 유이치이지만, 그녀의 뛰어난 붙임성으로 금방 친해져 버렸다. 마이와는 대조적으로 언제라도 웃고 있는 여자 아이.
미나세 아키코(일본어: 水瀬 秋子)
성우(日):미나구치 유코
성우(韓):문선희
신장 : 165cm
혈액형 : O형
체중 : 50kg
BWH : B86 W57 H83
생일 : 9월 23일
유이치가 식객으로 온 집의 집주인으로, 나유키의 모친.
유이치에게는, 이모에 해당한다. 나유키가 진짜 딸인 것을 납득 하게 될 정도로 너글너글하고 한가로운 성격.
갑자기 가족이 늘어나거나 떠들썩해져도, 긍정적으로 생각하며 받아들인다.
미사카 카오리(일본어: 美坂 香里)
성우(日):카와스미 아야코
성우(韓):여민정
신장 : 164cm
혈액형 : B형
체중 : 48kg
BWH : B83 W55 H81
생일 : 3월 1일
유이치가 전학 온 학교에서 클래스메이트가 된다.
나유키와 성격은 정 반대이지만, 몇 년 전부터의 친구로 지금은 클래스도 같다.
그 때문에, 첫 대면의 주인공과도 곧바로 친해질 수 있게 된다.
유이치가 새로운 환경에서 곧바로 클래스에 친숙해 질 수 있었던 것은, 그녀의 성격 덕분이었다.
아마노 미시오(일본어: 天野 美汐)
성우(日):사카모토 마아야
성우(韓):여민정
신장 : 159cm
혈액형 : A형
체중 : 44kg
BWH : B80 W53 H79
생일 : 12월 6일
유이치와 같은 학교의 여학생이며, 학년은 1학년.언제나 혼자서 있고, 사람과 접근하지 않는다.
어릴 적부터 자연스럽게 그리 된 것인지, 혹은 무엇인가의 계기로서 그렇게 되어 버렸는지는 확실하지 않다.
키타가와 쥰(일본어: 北川 潤)
성우(日):세키 토모카즈
성우(韓):홍진욱
신장 : 175cm
혈액형 : B형
체중 : 61kg
생일 : 4월 18일
유이치의 클래스 메이트.
상냥하고 솔직한 성격으로, 주인공의 주위에는 얼마 되지 않는 츳코미계의 캐릭터이다.
여자 아이가 많을 것 같은 외모와는 정 반대로, 연애 쪽으로는 늦는 것 같다.
쿠제(일본어: 久瀬)
성우(日):카미야 히로시(DC판·PS2판·TV애니메이션( 제1작)·CD드라마) / 노지마 켄지(TV애니메이션(제2작))
성우(韓):윤동기
학생회장. 본편에서는 큰 활약이 없지만, 드라마시디에서의 활약상(?)은 그저 놀라울 뿐이다. 사유리를 흠모하는 듯하다.

## 스탭
- 기획:히사야 나오키(久弥 直樹 / ひさや なおき)
- 각본:히사야 나오키, 마에다 쥰(麻枝准 / まえだ じゅん)
- 원화: 히노우에 이타루(樋上 いたる / ひのうえ いたる)
- CG:미라클☆미키퐁(みらくる☆みきぽん),도리노(鳥の),시노리~(しのり～)
- 음악:오리토 신지(折戸伸治 / おりと しんじ),OdiakeS
- 오프닝 테마〈Last regrets〉

（작사·작곡:Key　편곡:I've　노래:아야나(彩菜 / あやな)）
- 엔딩 테마〈風の辿り着く場所〉

（작사:Key　작곡:오리토 신지(折戸伸治 / おりと しんじ)　편곡:I've　노래:아야나(彩菜 / あやな)）

## 같이 보기
- 이터널 파이터 제로
- 글로브 온 파이트
- 카노소